# 吴建国 (1959年)
吴建国（1959年—），上海市宝山县长兴岛人。曾为海军航空兵飞行人员，退伍后自谋职业。1987年起开始小说创作，主要作品有中篇小说《水兵衫·水兵裙》、《柳叶镇》1985年之后，在上海《新民晚报》夜光杯副刊发表《长兴岛风情录》系列一百多篇；在《文汇报》笔会副刊开设《飞行员笔记》专栏，已发表三十多篇。